# Nancy Barrett
Pour les articles homonymes, voir Barrett.
Nancy Barrett née le 5 octobre 1943 à Shreveport (Louisiane) est une actrice américaine. Elle est mondialement connue pour le rôle de Carolyn Stoddard dans la série Dark Shadows.

## Biographie
Bien que native de la Louisiane, elle a passé la plus grande partie de sa jeunesse à Bartlesville dans l'Oklahoma. Après avoir finie le lycée, elle entre à l'université de Baylor à Waco au Texas. Elle finit sa dernière année d'études universitaires à l'UCLA de Los Angeles. Après son diplôme, elle épouse son fiancé et agent, Ralph Pine. Le couple déménage à New York. C'est là-bas qu'elle obtient le rôle de Carolyn Stoddard dans la série Dark Shadows en juin 1966. Sur le tournage, elle fait la connaissance de l'acteur David Ford qui deviendra son second époux. Après son divorce de Pine, elle l'épouse en 1967 mais le mariage ne durera pas plus de deux ans.

Après l'annulation de la série en 1971, Nancy épouse le psychiatre Harold Kaplan. Elle fera ensuite des apparitions dans d'autres soaps opéras. Elle fera sa dernière apparition sur le petit écran en 1986 dans le téléfilm Belisaire, le Cajun. À la mort de son mari en 1997, elle quitte le métier d'actrice définitivement. Elle reprendra son rôle de Carolyn Stoddard en 2009 à l'occasion de l'enregistrement d'une aventure audio intitulée Curse of the Pharaoh

## Filmographie

### Télévision
- 1963 : The DuPont Show of the Week : Inga
- 1966-1971 : Dark Shadows - 402 épisodes : Carolyn Stoddard
- 1967 : N.Y.P.D. : Une fille
- 1971-1972 : The Doctors : Infirmière Cathy Ryker
- 1974 : On ne vit qu'une fois (One Life to Live) : Rachel Wilson Farmer
- 1976 : The Adams Chronicles (en) (mini-série) : Elizabeth Cameron
- 1976 : Ryan's Hope : Docteur Faith Coleridge
- 1982 : On ne vit qu'une fois (One Life to Live) : Debra Van Druden
- 1986 : Belisaire, le Cajun (Belizaire the Cajun) de Glen Pitre : Rebecca

### Cinéma
- 1970 : La Fiancée du vampire (House of Dark Shadows) de Dan Curtis : Carolyn Stoddard
- 1971 : Night of Dark Shadows de Dan Curtis : Claire Jenkins